# Girobifastigio elongado
En geometría, el girobifastigio elongado o romboedro a dos aguas es un octaedro que llena el espacio. Está formado por 4 caras rectángulares y 4 caras pentagonales no regulares dispuestas en ángulo recto.

## Nombre
El nombre procede del girobifastigio, un sólido de Johnson, al que se somete a elongación transformando sus 4 triángulos en pentágonos. El término proviene del latín fastigium, que significa techo inclinado. En la convención de nomenclatura estándar de los sólido de Johnson, bi- significa dos sólidos conectados en sus bases, y giro- significa que las dos mitades están rotadas entre sí. El girobifastigio es el primero de una serie de girobicúpulas, por lo que este sólido también puede denominarse girobicúpula digonal alargada. Geométricamente también se puede construir como el dual de un sólido de Johnson digonal. Esta construcción rellena el espacio.
El segundo nombre, romboedro a dos aguas, proviene del artículo de Michael Goldberg sobre los octaedros que llenan el espacio, modelo 8-VI, el sexto de al menos 49 octaedros que rellenan el espacio. En arquitectura, se denomina hastial a la porción triangular de una pared situada entre dos aristas del tejado que se cruzan entre sí.

## Geometría
Las formas de simetría más altas son D2d, orden 8, mientras que si el ortoedro subyacente se distorsiona en un romboedro, la simetría se reduce a simetría rotacional doble, C2, de orden 2.
En todos los vértices convergen 3 caras, y su dual tiene todas las caras triangulares, incluido el biesfenoide romo como deltaedro con todos los triángulos equiláteros. Sin embargo, el dual de biesfenoide romo no llena el espacio, porque los pentágonos no tienen ángulos rectos.

### Cifras relacionadas
El girobifastigio elongado es la celda del tridecacoro isocórico, un policoro construido a partir del dual del prisma de paso 13-5, que tiene como figura de vértices un biesfenoide romo.

## Variaciones
Un girobifastigio elongado topológicamente distinto posee caras cuadradas y con forma de triángulos equiláteros, visto como 2 prismas triangulares en los que se inserta un cubo central. Este es un sólido de Johnson fallido, por no ser estrictamente convexo.
Este también es un poliedro que llena el espacio y coincide con la geometría del panal prismático triangular giroelongado si el girobifastigio elongado es diseccionado nuevamente en cubos y prismas triangulares.
| Triángulos y cuadrados coplanarios |

El girobifastigio elongado debe basarse en un ortoedro o en un romboedro para llenar el espacio, mientras que el ángulo del techo queda libre, permitiendo incluso formas cóncavas. Si el techo tiene un ángulo cero, la geometría se convierte en un cubo u ortoedro.
Los pentágonos también se pueden hacer regulares y los rectángulos se convierten en trapecios, y ya no llenan el espacio.
| Tipo       | Rellena el espacio     | Rellena el espacio | Rellena el espacio | Rellena el espacio | No rellena el espacio     | No rellena el espacio |
| ---------- | ---------------------- | ------------------ | ------------------ | ------------------ | ------------------------- | --------------------- |
| Image      | Pentágonos equiláteros | Rómbico            | Coplanario         | Cóncavo            | Dual del biesfenoide romo | Pentágonos regulares  |
| Desarrollo |                        |                    |                    |                    |                           |                       |

## Panal
Al igual que el girobifastigio, puede ser rellenar el espacio. Los poliedros están teselados mediante traslación en el plano y apilados con orientaciones alternas. La sección transversal del poliedro debe ser cuadrada o rómbica, mientras que el ángulo de la cubierta es libre y puede ser negativo, formando un poliedro cóncavo. Las formas rómbicas requieren pares poliédricos quirales (imagen especular) para llenar el espacio.
| Variante equilátera | Variante rómbica | Variante convexa | Variante con caras coplanarias | Variante cóncava |